# Cultivar de patates douces

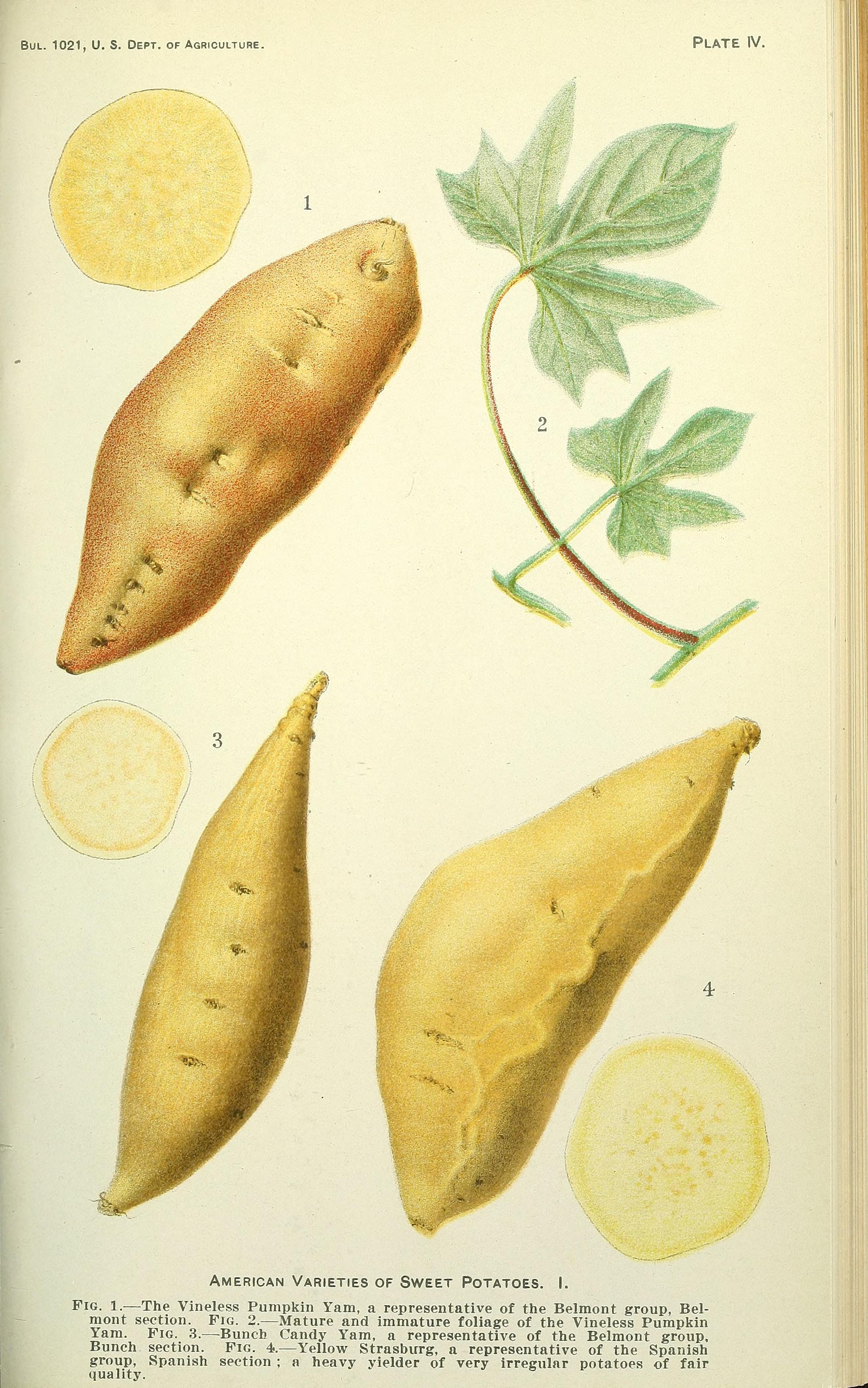
Illustration d'anciennes variétés américaines (années 1910).

Les cultivars de patates douces sont des cultivars (variétés cultivées) sélectionnées par les cultivateurs depuis la domestication de cette espèce de plantes, Ipomoea batatas. On en compte plusieurs milliers. Le centre international de la pomme de terre entretient une collection de plus de 6 000 accessions de variétés traditionnelles, de lignées de sélection et de cultivars modernes de patates douces, qui cependant ne pourrait constituer qu'une petite fraction des variétés disponibles dans le monde.
Cette espèce est cultivée dans de nombreuses régions du monde, principalement en Asie (Chine, Japon, Indonésie, Philippines, Inde, Viêt Nam, etc.), en Afrique (Nigeria, Ouganda, Kenya, Malawi, etc.), en Amérique du Nord, mais aussi en Océanie (Papouasie-Nouvelle-Guinée, Nouvelle-Zélande, Australie, Hawaï, etc.). Cependant, la patate douce n'est pas largement cultivée en Europe, sauf au Portugal et en Espagne
Les cultivars de patates douces diffèrent à bien des égards. Parmi les critères de différenciation les plus communs figurent la taille, la forme et la couleur des patates. Plus la chair d'une patate douce est orange, plus elle est riche en carotène, qui est métabolisé dans l'organisme humain  en vitamine A. La peau (épiderme) des patates est de couleur différente de celle de la chair (moelle). 
Vers le milieu du XXe siècle, les producteurs de patates douces du sud des États-Unis ont commencé à commercialiser des patates douces à chair orange sous le nom de yams, dans le but de les différencier des patates douces à chair blanche ou jaune.

## Typologie
Parmi les patates douces de table (consommées en frais) on reconnaît généralement deux classes de cultivars :
- les types « dessert », riches en bêta-carotène, à chair orange, avec une teneur en matière sèche relativement faible (< 30 %) et une texture humide, pâteuse, et une saveur marquée, aromatique et sucrée ;
- les types « aliment de base »,  manquant généralement de bêta-carotène, à chair blanche ou crème, avec une teneur en matière sèche relativement élevée (> 30 %), une texture plus sèche, farineuse, et une saveur plus faible, moins aromatique et moins sucrée[3].

Une troisième classe de qualité s'est développée depuis le début des années 2010 en Afrique subsaharienne, à savoir des « patates douces orange et amylacées » également appelée  « sabor simple» en Amérique latine. Ce sont des cultivars à chair orange, riches en b-carotène, mais avec un taux de matière sèche élevée. Presque tous les nouveaux cultivars sélectionnés en Afrique sont de ce type  pour répondre aux préférences gustatives des adultes.

## Cultivar génétiquement modifié
Aucun cultivar de patates douces génétiquement modifié n'est commercialisé actuellement dans le monde, mais de nombreuses études ont été menées dans différents pays.
En 1991, un « projet de patate douce résistant aux virus » a été lancé au Kenya dans le cadre d'un accord de transfert de technologie entre la société Monsanto et le KARI (Kenya agricultural research institute ou Institut de recherche agronomique du Kenya), avec l'appui financier de l'USAID et le soutien technique de l'université du Missouri. L'objectif était de créer des cultivars résistant au complexe viral (SPVD) affectant les cultures de patates douces au Kenya, en créant une résistance au virus de la marbrure plumeuse de la patate douce (SPFMV). La première phase du processus qui s'est déroulée aux États-Unis a consisté à transformer deux lignées issues des cultivars ‘CPT-560’ (Kenya) et ‘Jewel’ (États-Unis) en insérant des gènes codant une protéine d'enveloppe virale au moyen d'une infection par Agrobacterium tumefaciens. Les essais réalisés au champ ont montré une bonne résistance à des souches américaines du SPFMV.
La deuxième phase, qui a commencé en 2001, a consisté à tester au Kenya dans des essais au champ, douze lignées génétiquement modifiées du cultivar ‘CPT 560’ dans quatre sites importants de culture de la patate douce dans le pays. Ces essais sur le terrain ont été un échec, en effet le niveau de résistance au SPVD s'est révélé insuffisant. Ce résultat peut s'expliquer par des effets synergiques avec d'autres virus de la patate douce dans les milieux où les lignées ont été testées, ou par la possibilité que la première génération de structures géniques ne soit pas efficace contre les souches kenyanes du virus puisqu'elles ont été sélectionnées à partir de souches américaines du virus.
Ce projet qui prétendait révolutionner l'agriculture en Afrique, dont la biotechnologiste kenyane, Florence Wambugu, avait fait une importante promotion, aura finalement coûté en une décennie environ 6 millions de dollars à Monsanto, à la Banque mondiale et au gouvernement américain

## Principaux cultivars par pays

### Chine
La variété de patates douces la plus cultivée en Chine est ‘Xushu 18’, qui produit environ 30 millions de tonnes sur  environ 1,5 million d'hectares. C'est un cultivar aux patates elliptiques à peau rouge et à chair blanche, avec des anneaux violets par endroits, qui est utilisée principalement pour la production d'amidon et d'aliments pour animaux. Elle se caractérise par une tolérance élevée au stress hydrique et une résistance à la pourriture des racines, mais elle est sensible aux nématodes et à la pourriture noire. Elle est issue d'un programme de sélection génétique lancé après l'introduction dans le pays de deux cultivars étrangers, dont elle est un descendant de troisième génération : le cultivar américain ‘Nancy Hall’ (introduit en 1938) et le cultivar japonais ‘Okinawa 100’ (1941).

### Japon
En 2012, les principales variétés de patates douces cultivées au Japon, en pourcentage de la surface totale (38 000 hectares), sont les suivants : ‘Koganesengan’ (22,1 %), ‘Beniazuma’ (19,0 %), ‘Kokei 14’ et ses mutants (11,4 %), ‘Shiroyutaka’ (11,0 %), ‘Beniharuka’ (5,3 %) et ‘Benimasari’ (2,1 %).

Le principal cultivar de table est ‘Beniazuma’. Il est issu d'un croisement entre deux cultivars populaires dans le pays, ‘Kanto 85’ et ‘Koganesengan’. Il a été mis sur le marché en 1984 par l'Institut national de la science des plantes cultivées (NICS). C'est un cultivar à haut rendement, résistant aux maladies, aux patates longues et fusiformes, à la peau rouge foncé et à la chair jaune, qui se prête bien à la cuisson et aux préparations culinaires,,.
‘Koganesengan’, cultivar très riche en amidon, commercialisé depuis 1966 , a été pendant de nombreuses années principalement utilisé comme source d'amidon industriel. Cette utilisation est cependant en déclin du fait de la concurrence du  maïs et du manioc comme source d'amidon. C'est actuellement la variété la plus couramment cultivée pour la production de spiritueux japonais (shōchū).

### États-Unis

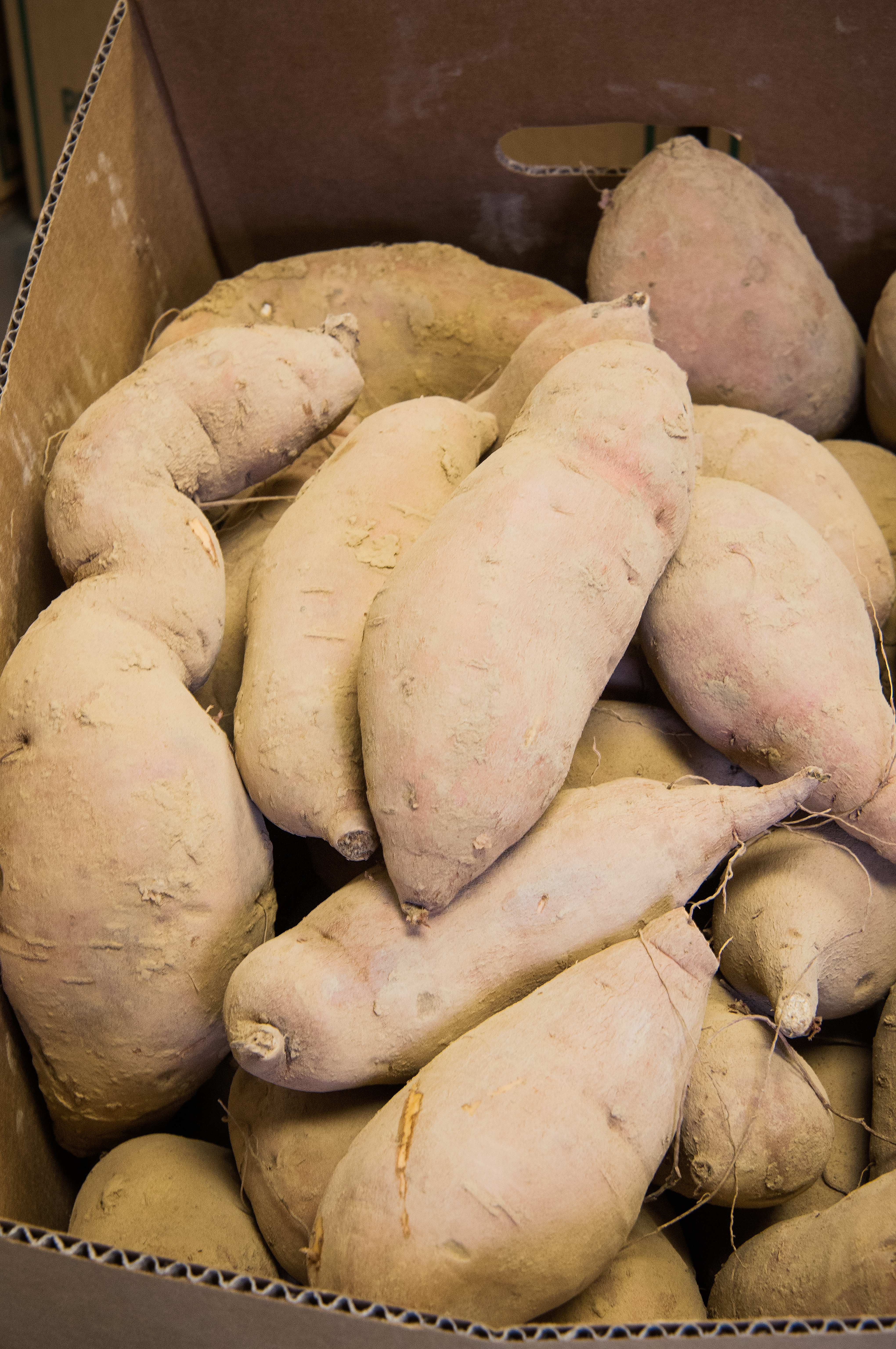
Tubercules du cultivar ‘Beauregard’.

Aux États-Unis, les variétés cultivées pour l'alimentation humaine sont généralement classées en deux types : à chair sèche ou à chair aqueuse. Ces dernières sont improprement appelées « yams » (ignames). Cette classification n'est toutefois pas basée sur la teneur en eau des patates mais plutôt sur les caractéristiques des patates cuites. Pendant la cuisson, l'amidon est davantage transformé en sucres chez les cultivars à chair aqueuse, qui  sont donc plus sucrés que les cultivars à chair sèche. La plupart des variétés cultivées aux États-Unis sont des cultivars à chair orange, dont les premières ont été commercialisées dans les années 1950
La principale variété cultivée aux États-Unis est ‘Beauregard’ qui occupe plus de 60 % de la sole consacrée à cette production.
‘Beauregard’, issue d'une sélection de polycroisements entre les lignées parentes ‘L59-89’, ‘L67-29’, ‘L70197’ et ‘L78-21’, a été créée par la station expérimentale agricole de l'université d'État de Louisiane en 1987.
C'est un cultivar au port étalé, aux feuilles vertes, cordées à la base, légèrement colorées en violet à la base au-dessus du pétiole, et aux patates elliptiques à peau rose et chair orange. Elle est résistante au flétrissement fusarien (Fusarium oxysporum f.sp. batatas), à la pourriture fusarienne de la tige et des racines (Fusarium solani) et à la pourriture molle à Rhizopus (Rhizopus stolonifer) , moyennement résistante à la pourriture et gale de la patate douce (Streptomyces ipomoeae (en)), et sensible aux nématodes à galles et à la pourriture molle bactérienne (Pectobacterium carotovorum subsp. carotovorum) . Elle a une bonne qualité de cuisson et se prête bien  à la mise en conserve. Cette variété est également très cultivée en Nouvelle-Zélande.
Un autre cultivar important aux États-Unis est ‘Covington’, créé en 2005 par la station de recherche agricole de Caroline du Nord, qui occupe environ 30 % de la sole consacrée à la patate douce aux États-Unis. C'est un cultivar à rendement élevé avec un bon pourcentage de racines de haute qualité, à peau rose et à chair orange, de forme polyédrique à fusiforme. Il est résistant au Fusarium et modérément résistant à la pourriture due à Streptomyces ainsi qu'aux nématodes à galles du sud.
Un autre cultivar plus ancien, ‘Jewel’, à peau rouge cuivré et à chair orange foncé, est également cultivé aux États-Unis. Un nouveau cultivar, ‘Evangeline’, à la chair orange foncé, également sélectionné en Louisiane, est promis à un grand avenir.